# Интернационални дечји дом
Интернационални дечји дом (рус. Интернациональный детский дом) је дечји дом у месту Иванову у Руској федерацији, који се бави чувањем и школовањем деце без родитељског старања. Основан је 1933. године од стране Међународне организације за помоћ револуционарима (МОПР) и служио је за чување деце револуционара из читавог света, а данас се налази под управом руског Црвеног крста. 
Дечји дом је неколико пута у својој историји мењао име, мада је најчешће остао упамћен по свом скраћеном називу „Интердом“. Основан је под називом Први интернационални дечји дом МОПР „Елена Стасова“ и потом је неколико пута мењао назив, да би 2008. године, приликом прославе седамдесетпетоодишњице оснивања био преименован у Ивановска школа интернат за децу сирочад и децу без родитељског старања „Елена Стасова“, када је поново понео име свог оснивача Елене Стасове.

## Познати васпитаници дома
Међу васпитаницима Интердома налазила су се деца истакнутих личности међународног радничког и комунистичког покрета, као и деца познатих револуционара из Немачке, Шпаније, Грчке, Аустрије, Кине, Италије, Бугарске, Југославије и других земља. Неки од познатијих полазника били су: 
- Мао Ањинг - најстарији син Мао Цедунга, кинеског револуционара, председника КП Кине и првог лидера НР Кине
- Енрико Вилар - син Сесара Вилара, кубанског револуционара
- Митко Димитров - најстарији син Георги Димитрова, бугарског револцуионара, председника КП Бугарске, секретара Коминтерне и првог лидера НР Бугарске
- Тимур Тимофејев - син Еугена Дениса, америчког револуционара и председник КП САД

Поред њих у дому су била ћерка Долорес Ибарури, шпанске револуционарке; деца Ане Паукер, румунске револуционарке, деца Ернеста Телмана, немачког револуционара и председник КП Немачке. Такође, у дому се налазила и група деце југословенских револуционара, међу којим су били: 
- Владимир Бабовић - син Ибрахима и Спасеније Цане Бабовић
- Жарко Броз - најстарији син Јосипа Броза Тита, југословенског револуционара, председник КП Југославије и лидера СФРЈ
- Јанко Дебељак - син Јосипа Дебељака, једног од седморице секретара СКОЈ-а
- Владо Орешки - син Мије Орешког, једног од седморице секретара СКОЈ-а
- Лена Нешић - ћерка др Владимир Нешића
- деца Јулијуа Барановског, југословенског револуционара, касније заточеног у Сибиру